# Liste der Biografien/Herd
Liste der Biografien |
Portal Biografien |
Personensuche
# |
A |
B |
C |
D |
E |
F |
G |
H |
I |
J |
K |
L |
M |
N |
O |
P |
Q |
R |
S |
T |
U |
V |
W |
X |
Y |
Z |
?
 
Ha |
Hd |
He |
Hi |
Hj |
Hk |
Hl |
Hm |
Hn |
Ho |
Hr |
Hs |
Ht |
Hu |
Hv |
Hw |
Hy
 
Hea |
Heb |
Hec |
Hed |
Hee |
Hef |
Heg |
Heh |
Hei |
Hej |
Hek |
Hel |
Hem |
Hen |
Heo |
Hep |
Heq |
Her |
Hes |
Het |
Heu |
Hev |
Hew |
Hex |
Hey |
Hez
 
Hera |
Herb |
Herc |
Herd |
Here |
Herf |
Herg |
Herh |
Heri |
Herj |
Herk |
Herl |
Herm |
Hern |
Hero |
Herp |
Herq |
Herr |
Hers |
Hert |
Heru |
Herv |
Herw |
Herx |
Hery |
Herz
Die Liste der Biografien führt alle Personen auf, die in der deutschsprachigen Wikipedia einen Artikel haben. Dieses ist eine Teilliste mit 96 Einträgen von Personen, deren Namen mit den Buchstaben „Herd“ beginnt.

## Herd
- Herd, Chris (* 1989), australischer Fußballspieler
- Herd, David (1934–2016), schottischer Fußballspieler und -trainer
- Herd, Patricia (* 1934), US-amerikanische Schauspielerin
- Herd, Richard (1932–2020), US-amerikanischer Schauspieler
- Herd, Robin (1939–2019), britischer Ingenieur, Rennwagen-Konstrukteur und Mitgründer des Rennstalls March Engineering
- Herd, Whitney Wolfe (* 1989), US-amerikanische UnternehmerinWhitney Wolfe Herd (* 1989)

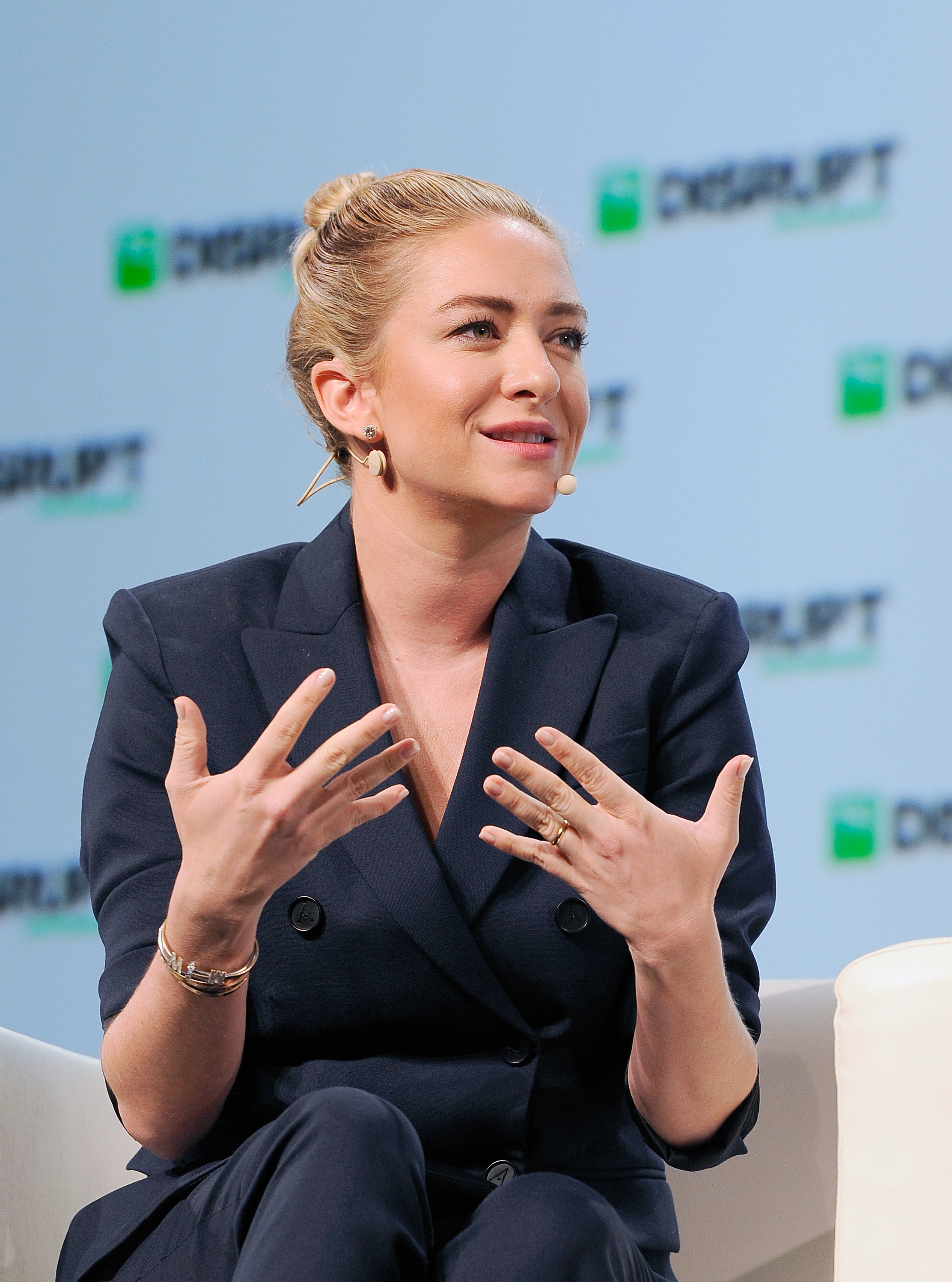
Whitney Wolfe Herd (* 1989)

### Herda
- Herda, Franz (1887–1965), deutscher Landschafts- und Porträtmaler mit amerikanischer Staatsbürgerschaft
- Herda, Johannes (* 1929), deutscher Lehrer, MdV, Mitglied des Hauptvorstandes der CDU der DDR
- Herda, Josef (1910–1985), tschechischer Ringer
- Herda-Vogel, Richard (1900–1965), deutscher Kunstmaler und Graphiker
- Herdade, Níveo, portugiesischer Offizier und Gouverneur von Portugiesisch-Timor
- Herdan, Earle, Filmeditor
- Herdan, Gustav (1897–1968), österreichisch-englischer Jurist, Statistiker und Linguist
- Herdan, Marion (* 1958), deutsche Politikerin (CDU), MdL
- Herdan-Zuckmayer, Alice (1901–1991), deutsche Autorin

### Herde
- Herde, Peter (* 1933), deutscher Historiker
- Herdeg, Hermann (1906–1987), deutscher Landrat
- Herdegen, Gerhard (1926–2014), deutscher Jurist
- Herdegen, Johann Christoph von (1787–1861), württembergischer Politiker und Finanzminister
- Herdegen, Johannes (1903–1980), deutscher Politiker (LDPD), MdV, Oberbürgermeister von Jena
- Herdegen, Matthias (* 1957), deutscher Jurist und Hochschullehrer
- Herdejürgen, Birgit (* 1965), deutsche Politikerin (SPD), MdL
- Herdejürgen, Helga (1938–2001), deutsche Klassische Archäologin
- Herdemerten, Kurt (1900–1951), deutscher Bergingenieur und Polarforscher
- Herden, Anja (* 1970), deutsche Theater- und Filmschauspielerin
- Herden, Antje (* 1971), deutsche Schriftstellerin
- Herden, Birgit (* 1969), deutsche Biochemikerin, Autorin und Journalistin
- Herden, Christian (* 1943), deutscher Jurist, Vorsitzender Richter am Bundesfinanzhof
- Herden, Herbert (1915–2009), deutscher Widerstandskämpfer
- Herden, Horst (1928–2005), deutscher Fußballschiedsrichter
- Herden, Peter (1918–2013), deutscher Film- und Theaterschauspieler
- Herden, Ralf Bernd (* 1960), deutscher Sachbuchautor und Kommunalpolitiker
- Herden, Tim (* 1965), deutscher Fernsehjournalist und Krimi-Autor
- Herden, Timo (* 1994), deutscher Eishockeytorwart
- Herdepe, Klaus (* 1965), deutscher Historiker
- Herder, Andreas (1964–2018), deutscher Schauspieler
- Herder, August von (1776–1838), deutscher Geologe, Mineraloge und Sächsischer OberberghauptmannAugust von Herder (1776–1838)

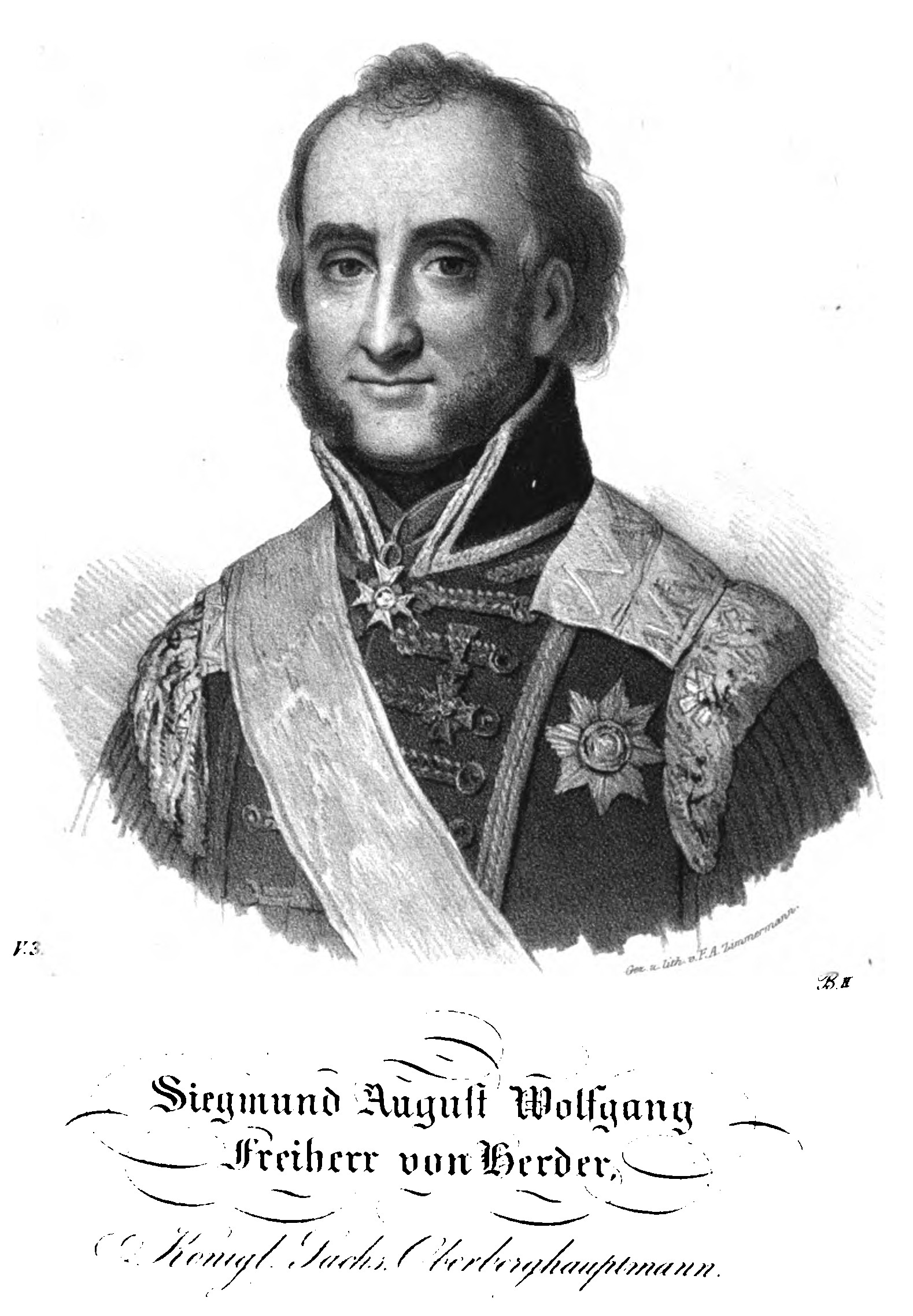
August von Herder (1776–1838)

- Herder, Bartholomä (1774–1839), deutscher Verleger
- Herder, Benjamin (1818–1888), deutscher Verleger, Geschäftsleiter der Verlagsgruppe Herder
- Herder, Edeltraut (1918–2004), deutsche Schriftstellerin
- Herder, Emil Ernst Gottfried von (1783–1855), königlicher bayerischer Forst- und Regierungsrat, Sohn des Philosophen Johann Gottfried Herder
- Herder, Ferdinand Gottfried von (1828–1896), deutscher Botaniker
- Herder, Gerhard (* 1928), deutscher Diplomat, Botschafter der Deutschen Demokratischen Republik
- Herder, Gottfried von (1774–1806), deutscher Mediziner
- Herder, Gottfried von (1858–1912), deutscher Rittergutsbesitzer und Politiker, MdR
- Herder, Hans Ludwig (* 1956), deutscher Schriftsteller
- Herder, Hermann (1864–1937), deutscher Verleger, Geschäftsleiter der Verlagsgruppe Herder (1888–1937)
- Herder, Hermann (1926–2011), deutscher Verleger
- Herder, Johann Gottfried (1744–1803), deutscher Dichter, Philosoph, Übersetzer und Theologe der Weimarer KlassikJohann Gottfried Herder (1744–1803)

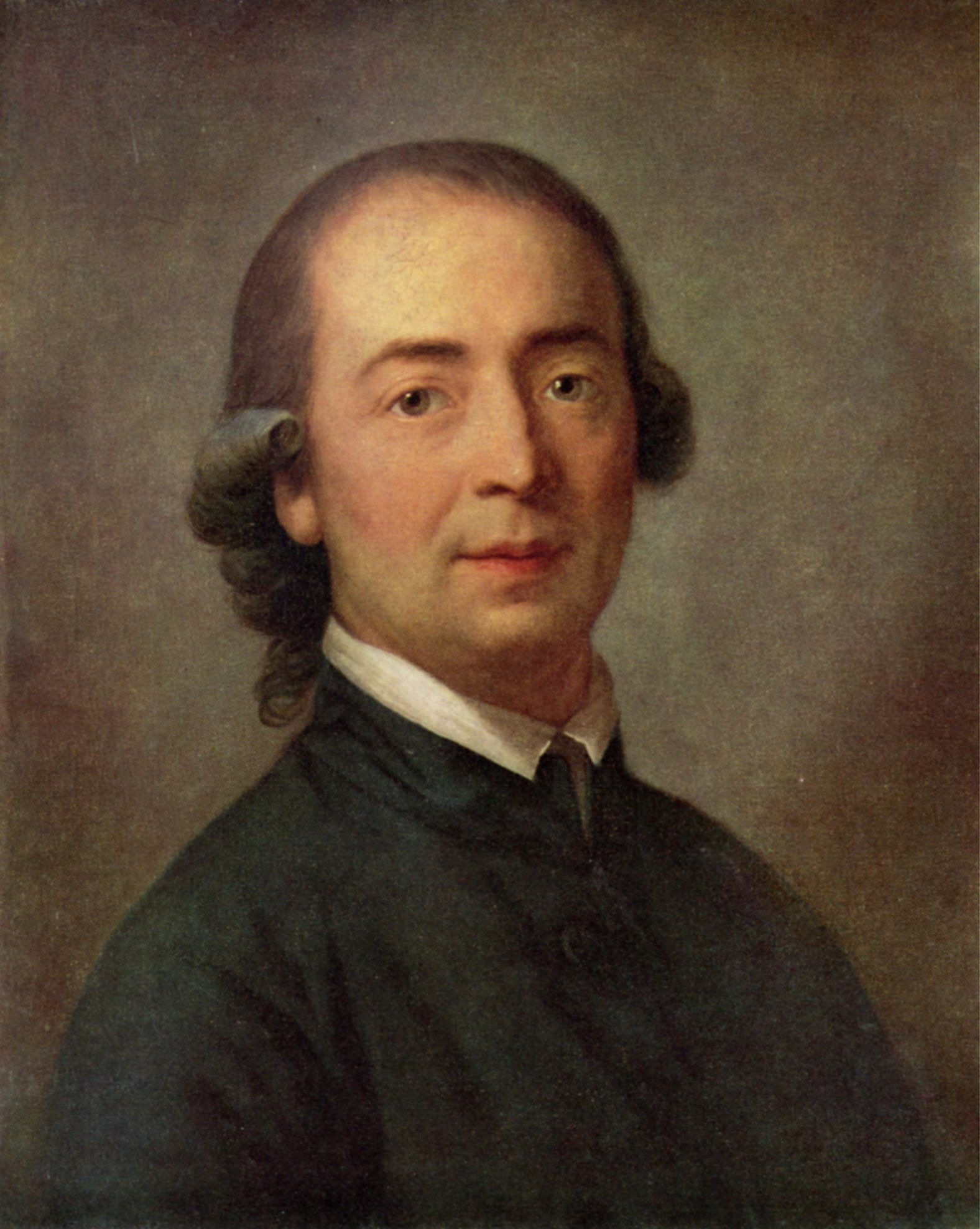
Johann Gottfried Herder (1744–1803)

- Herder, Karl Emil Adelbert von (1779–1857), deutscher Gutsbesitzer und Landwirt in Bayern
- Herder, Leopold (1808–1868), württembergischer Oberamtmann
- Herder, Manuel (* 1966), deutscher Verleger
- Herder, Maria Karoline (1750–1809), Ehefrau von Johann Gottfried Herder
- Herder, Marie Henriette Caroline von (1775–1837), Frau aus Weimar
- Herder, Natalie von (1802–1871), deutsche Schriftstellerin
- Herder, Philipp (* 1992), deutscher Turner
- Herder, Uwe (1942–1998), deutscher Politiker (SPD), MdL
- Herder, Wilhelm von (1824–1907), deutscher Rittergutsbesitzer und Politiker, MdL (Königreich Sachsen)
- Herder, Wolfgang von (1810–1853), deutscher Geologe, Rittergutsbesitzer und Politiker, MdL (Königreich Sachsen)
- Herder-Dorneich, Philipp (* 1928), deutscher Ökonom und Sozialpolitiker
- Herder-Dorneich, Theophil (1898–1987), deutscher Verleger
- Herderhorst, Rolf (* 1946), bremischer Politiker (CDU), MdBB
- Herdesianus, Christoph (1523–1585), deutscher Jurist und evangelischer Theologe
- Herdey-von Savageri, Lorle (1923–2008), österreichische Architektin

### Herdi
- Herdi, Ernst (1890–1974), Schweizer Lehrer und Historiker
- Herdi, Fritz (1920–2014), Schweizer Journalist, Musiker, Buchautor
- Herdieckerhoff, Ernst (1892–1961), deutscher Chemiker
- Herdieckerhoff, Jochen (1963–2006), deutscher Dramaturg und Aktivist
- Herding, Heinrich († 1656), deutscher Jurist, Gesandter bei den Westfälischen Friedensverhandlungen
- Herding, Josepha Ursula von (1780–1849), deutsche Freifrau
- Herding, Klaus (1939–2018), deutscher Kunsthistoriker und Autor
- Herding, Otto (1911–2001), deutscher Historiker und Hochschullehrer
- Herding, Richard (* 1942), deutscher Soziologe, Publizist und Verleger
- Herdís Stefánsdóttir, isländische Filmkomponistin, Multimedia-Komponistin und Songwriterin
- Herdís Sveinsdóttir (* 1956), isländische Krankenschwester und Hochschullehrerin (Pflegewissenschaft)
- Herdis Torvaldsdatter († 1363), norwegische Großgrundbesitzerin

### Herdl
- Herdler, Catharina (1892–1981), deutsche Politikerin (SPD), Mitglied der Stadtverordnetenversammlung von Groß-Berlin
- Herdling, Kai (* 1984), deutscher Fußballspieler
- Herdlitczka, Arnold (1896–1984), österreichischer Rechtswissenschaftler
- Herdlitschke, Birgit (* 1965), deutsche Regisseurin, TV-Autorin und Musikjournalistin
- Herdlitz, Thelma (1818–1896), Schauspielerin

### Herdm
- Herdman, Jay (* 2004), neuseeländisch-kanadischer Fußballspieler
- Herdman, John (* 1975), englischer Fußballtrainer
- Herdman, Joshua (* 1987), britischer Schauspieler

### Herdo
- Herdorf, Anne (* 1967), dänische Schlagersängerin und Schauspielerin
- Herdová, Lucia (* 2000), slowakische Volleyballspielerin

### Herdt
- Herdt, Hans K. (1935–2021), deutscher Journalist
- Herdt, Samuel Georg (1755–1818), deutscher Geistlicher und Theaterschauspieler
- Herdt, Victor (1949–2023), russlanddeutscher Historiker und Genealoge
- Herdt, Waldemar (* 1962), deutscher Politiker (AfD), MdB
- Herdtle, Eduard (1821–1878), deutscher Kunstlehrer, Maler, Zeichner und Bildhauer
- Herdtle, Hermann (1848–1926), deutscher, in Österreich tätiger Architekt und Kunstgewerbler

### Herdy
- Herdy, Helga (* 1937), österreichische Skirennläuferin

### Herdz
- Herdželaš, Dea (* 1996), bosnische Tennisspielerin
- Herdzin, Krzysztof (* 1970), polnischer Jazzmusiker (Klavier, Komposition, Arrangements)
- Herdzina, Klaus (1940–2022), deutscher Wirtschaftswissenschaftler und Hochschullehrer